# Loren Driscoll
Loren Driscoll (* 14. April 1928 in Midwest, Wyoming; † 8. April 2008 in Berlin) war ein US-amerikanischer Sänger (lyrischer Tenor).

## Leben und Werk
Loren Driscoll studierte an Syracuse University in New York und an der Boston University. Aufbaustudien absolvierte er in Berlin bei Margarethe von Winterfeldt.
Nach seinem Debüt als Hörfunk- und Musicalsänger in den Vereinigten Staaten wurde Loren Driscoll 1962 Mitglied der Deutschen Oper Berlin. 1970 erhielt er hier den Titel Kammersänger. Gastspiele führten ihn zur Metropolitan Opera in New York, in die Mailänder Scala und auch zu den Salzburger Festspielen. Loren Driscoll gestaltete vorwiegend Rollen des zeitgenössischen Repertoires. Hans Werner Henze schrieb für ihn die Titelpartie des Jungen Lord und die Partie des Dionysos in den Bassariden. Driscoll interpretierte diese beiden Rollen bei den Uraufführungen in Berlin im April 1965 in der Deutschen Oper beziehungsweise Salzburg im August 1966 im Großen Festspielhaus.